# Avia BH-33
De Avia BH-33 is een Tsjecho-Slowaaks dubbeldekker-jachtvliegtuig gebouwd door Avia. De BH-33 is ontworpen door Pavel Beneš en Miroslav Hajn en vloog de eerste vlucht op 21 oktober 1927. Het was het eerste toestel ontworpen door Avia met staartrolroeren.

## Geschiedenis
De eerste tests met het eerste prototype verliepen teleurstellend, met slechts marginale verbetering in de vliegeigenschappen ten opzichte van zijn voorganger, de BH-21, zelfs toen de BH-33 werd uitgerust met een sterkere versie van een Jupitermotor. Wat volgde waren twee nieuwe prototypen, beide geregistreerd als BH-33-1. Beide werden met een sterkere Jupitervariant uitgerust, de één met een Jupiter VI, de ander met een Jupiter VII. De prestaties van deze twee prototypen was daarmee eindelijk goed genoeg om het Tsjecho-Slowaakse Ministerie van Oorlog om een kleine order te plaatsen van vijf vliegtuigen. Drie exemplaren werden verkocht aan België, waar er plannen waren om dit type in licentie te gaan produceren, maar dit plan werd niet doorgezet. Toch kwam er wel productie in licentie van de BH-33, maar dan in Polen. De Polen kochten één exemplaar en een licentie voor de productie van nog eens vijftig exemplaren. Deze werden gebouwd bij PWS geregistreerd als PWS-A’s en kwamen in dienst bij de Poolse luchtmacht in 1930.
De ontwikkeling ging verder met het bijna compleet herontwerpen van de romp, waarbij de houten structuur vervangen werd door één bestaande uit aan elkaar gelaste stalen buizen. Deze variant kreeg BH-33E als registratie toegewezen. Deze BH-33E kon zich meten met jachtvliegtuigen van wereldklasse in zijn tijd. Desondanks was de reactie van het Tsjecho-Slowaaks leger niet echt enthousiast, slecht twee exemplaren werden aangeschaft voor het luchtacrobatisch team. Dus ging Avia weer op zoek naar kopers over de grenzen. En met succes, deze keer werden twintig toestellen verkocht aan Joegoslavië samen met een licentie voor de productie van nog eens 24 toestellen die gebouwd zouden worden bij Ikarus. Ook werden aan de Sovjet-Unie twee of drie geleverd voor evaluatie.
In het najaar van 1929 vloog een verdere ontwikkeling van de BH-33, de BH-33L. Dit type had in vergelijking tot oudere BH-33’s langere vleugels en een Škoda L W-blok motor. Deze versie bracht Avia eindelijk de verkoop van een grote oplage vliegtuigen. Tachtig toestellen werden er van dit type verkocht aan de Tsjecho-Slowaakse luchtmacht. Voor verschillende regimenten was de BH-33 bij het begin van de Tweede Wereldoorlog nog steeds het standaard jachtvliegtuig.
Nog één en daarmee ook de laatste versie werd er gebouwd na de BH-33l, de BH-33H (later is dit veranderd naar BH-133) in 1930. Deze versie kreeg een door BMW in licentie gebouwde Pratt & Whitney Hornet motor. Dit type werd niet in verdere serieproductie genomen.

### Operationele geschiedenis
De Tsjecho-Slowaakse BH-33's hebben nooit in gevechten meegedaan. De Poolse BH-33's waren lang voor de Duitse invasie in 1938 vervangen. Twee BH-33’s van Joegoslavië daarentegen hebben wel gevochten tegen Duitse Bf 109’s, beiden toestellen werden vernietigd en hun piloten gedood.

## Versies
- BH-33: Eerste prototype
- BH-33-1: Tweede prototype, waarvan twee prototypen gebouwd, één met Jupiter VI en de ander met Jupiter VII, eerste kleine serie gebouwd.
- BH-33E: Herbouwde romp, voornamelijk gebruikt door Joegoslavië
- BH-33L: Versie met Škoda L-motor, 80 stuks gebouwd
- BH-33H (BH-133): Versie met een door BMW gebouwde Pratt & Whitney Hornet-motor, 1 gebouwd.
- PWS-A: Poolse licentieversie van de BH-33-1, enkele kleine modificaties, 50 stuks gebouwd tussen 1929 en 1932

## Specificaties (BH-33L)
- Bemanning: 1, de piloot
- Lengte: 7,22 m
- Spanwijdte: 8,90 m
- Hoogte: 3,13 m
- Vleugeloppervlak: 25,5 m²
- Leeggewicht: 1 117 kg
- Volgewicht: 1 560 kg
- Motor: 1× Škoda L, 430 kW (580 pk)
- Maximumsnelheid: 298 km/h
- Vliegbereik: 280 km
- Plafond: 8 000 m
- Klimsnelheid: 9,9 m/s

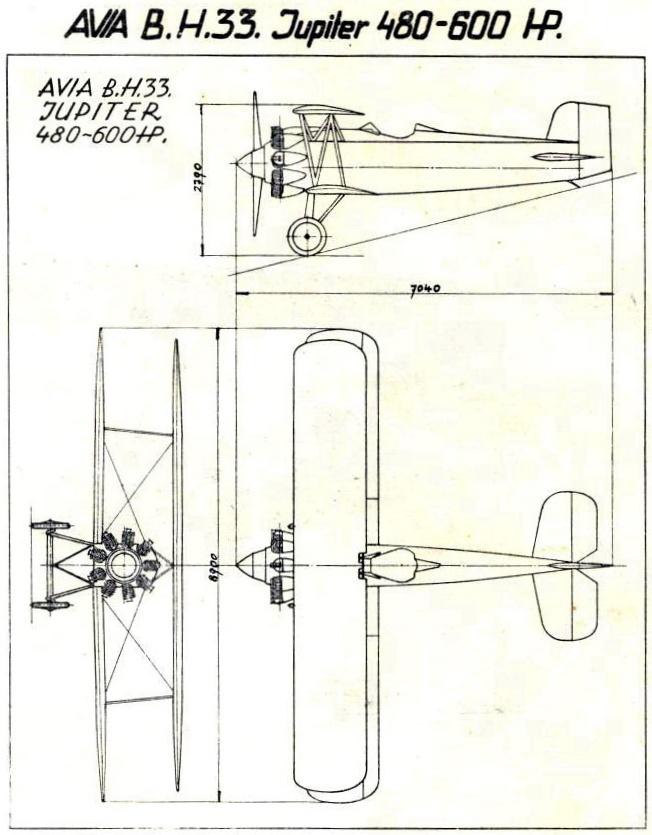
Avia BH-33

- Bewapening: 2× vooruit vurende .303 Vickers machinegeweren

## Gebruikers
- België - 3 BH-33-1’s
- Duitsland - Verschillende typen BH-33, allen oorlogsbuit
- Griekenland - 5 BH-33E’s van Joegoslavië
- Italië - 1 BH-33E buitgemaakt op Joegoeslavië
- Japan
- Joegoslavië
- Kroatië
- Mantsjoekwo
- Polen
- Slowakije - 2 BH-33L's gekregen van Duitsland
- Sovjet-Unie
- Spanje
- Tsjecho-Slowakije